# International Ocean Colour Coordinating Group
International Ocean Colour Coordinating Group (IOCCG) ist ein internationales Programm zum Informationsaustausch und zur Kontaktpflege zwischen Nutzern, Entscheidungsträgern und Agenturen im Arbeitsbereich Ozeanfarbe.

## Überblick
IOCCG wurde 1996 von Wissenschaftlern und den internationalen  Raumfahrtagenturen ins Leben gerufen. Es wurde beispielsweise die Marinen Nahrungsnetze mittels Satellitenaufnahmen dokumentiert und analysiert. Ebenso wurden Küstengebiete genauer beobachtet, um so Aussagen über die Entwicklung von Ozeanen und Küstenabschnitten sowie über räumlichzeitliche
Vorkommen und Verteilungen von Umweltparametern festzustellen.
IOCCG arbeitet unter dem Dach des Scientific Committee on Oceanic Research (SCOR). Es ist assoziiertes Mitglied von Committee on Earth Observation Satellites (CEOS).